# BlazBlue (serie)
BlazBlue (Japonés: ブレイブル ー Bureiburū) es una serie de videojuegos de lucha desarrollada por Arc System Works y publicada en Japón por la misma compañía, y posteriormente en Norteamérica por Aksys Games y en Europa por la empresa Zen United. Tuvo una adaptación al anime llamada BlazBlue Alter Memory, que fue emitida a finales del año 2013. También ha tenido numerosas adaptaciones en mangas y novelas. La franquicia BlazBlue vendió 1.7 millones de copias de juegos a agosto del 2012.

## Juegos

### Saga principal
| BlazBlue: Calamity Trigger | BlazBlue: Calamity Trigger | Publicación original: 19 de noviembre de 2008 (Japón) 30 de junio de 2009 (Norteamérica) 2 de abril de 2010 (Europa) | 2008 – Arcade 2009 – PlayStation 3, Xbox 360 2010 – PlayStation Portable, Microsoft Windows |
| La versión de PC era originalmente exclusiva de la tienda de Games for Windows – Live y tenía crossplay con la versión de Xbox 360. Un port de la versión de arcade, exclusivo de la Microsoft Store de Windows 8, fue lanzado el 21 de diciembre de 2012. La versión original salió en Steam el 2014 publicada por H2 Interactive pero sin modos en línea. |                            | Publicación original: 19 de noviembre de 2008 (Japón) 30 de junio de 2009 (Norteamérica) 2 de abril de 2010 (Europa) |                                                                                             |

| BlazBlue: Continuum Shift | BlazBlue: Continuum Shift | Publicación original: 20 de noviembre de 2009 (Japón) 27 de julio de 2010 (Norteamérica) 3 de diciembre de 2010 (Europa) | 2009 – Arcade 2010 – PlayStation 3, Xbox 360 |
|                           |                           | Publicación original: 20 de noviembre de 2009 (Japón) 27 de julio de 2010 (Norteamérica) 3 de diciembre de 2010 (Europa) |                                              |

| BlazBlue: Chrono Phantasma | BlazBlue: Chrono Phantasma | Publicación original: 21 de noviembre de 2012 (Japón) 25 de marzo de 2014 (Norteamérica) 23 de abril de 2014 (Europa) | 2012 – Arcade 2013 – PlayStation 3 2013 – PlayStation Vita |
|                            |                            | Publicación original: 21 de noviembre de 2012 (Japón) 25 de marzo de 2014 (Norteamérica) 23 de abril de 2014 (Europa) |                                                            |

| BlazBlue: Central Fiction                       | BlazBlue: Central Fiction | Publicación original: 19 de noviembre de 2015 (Japón) 1 de noviembre de 2016 (Norteamérica) 4 de noviembre de 2016 (Europa) | 2015 – Arcade 2016 – PlayStation 3, PlayStation 4 2017 – Microsoft Windows |
| Primer juego de la serie sin doblaje en inglés. |                           | Publicación original: 19 de noviembre de 2015 (Japón) 1 de noviembre de 2016 (Norteamérica) 4 de noviembre de 2016 (Europa) |                                                                            |

### Versiones actualizadas
| BlazBlue: Continuum Shift II                             | BlazBlue: Continuum Shift II | Publicación original: 9 de diciembre de 2010 (Japón) 10 de mayo de 2011 (Norteamérica) 10 de mayo de 2011 (Europa) | 2010 – Arcade 2011 – PlayStation 3, Xbox 360 2011 – PlayStation Portable, Nintendo 3DS |
| Las versiones portátiles no tienen multiplayer en línea. |                              | Publicación original: 9 de diciembre de 2010 (Japón) 10 de mayo de 2011 (Norteamérica) 10 de mayo de 2011 (Europa) |                                                                                        |

| BlazBlue: Continuum Shift Extend | BlazBlue: Continuum Shift Extend | Publicación original: 9 de diciembre de 2010 (Japón) 10 de mayo de 2011 (Norteamérica) 10 de mayo de 2011 (Europa) | 2011 – Arcade, PlayStation 3, Xbox 360, PlayStation Vita 2012 – PlayStation Portable 2014 – Microsoft Windows |
| La versión de PlayStation Portable fue exclusiva a Japón, no contaba con multiplayer en línea. La versión de Steam originalmente no se podía comprar en Europa, el bloqueo regional fue removido el 19 de mayo del 2015. |                                  | Publicación original: 9 de diciembre de 2010 (Japón) 10 de mayo de 2011 (Norteamérica) 10 de mayo de 2011 (Europa) | |

| BlazBlue: Chrono Phantasma Extend | BlazBlue: Chrono Phantasma Extend | Publicación original: 23 de abril de 2015 (Japón) 30 de junio de 2015 (Norteamérica) 29 de octubre de 2015 (Europa) | 2014 – Arcade 2015 – PlayStation 3, PlayStation 3, PlayStation Vita, Xbox One 2016 – Microsoft Windows |
|                                   |                                   | Publicación original: 23 de abril de 2015 (Japón) 30 de junio de 2015 (Norteamérica) 29 de octubre de 2015 (Europa) | |

| BlazBlue: Central Fiction Special Edition                                                    | BlazBlue: Central Fiction Special Edition | Publicación original: 7 de febrero de 2019 (Japón) 7 de febrero de 2019 (Norteamérica) 8 de febrero de 2019 (Europa) | 2019 – Nintendo Switch |
| Port para Nintendo Switch que contiene todo el DLC lanzado para Central Fiction previamente. |                                           | Publicación original: 7 de febrero de 2019 (Japón) 7 de febrero de 2019 (Norteamérica) 8 de febrero de 2019 (Europa) |                        |

### Spin-offs
- BlayzBloo: Super Melee Brawlers Battle Royale (2010)[11]
- BlazBlue: Clone Phantasma (2012)[12]
- XBlaze Code: Embryo (2013)[13]
- Eat Beat, Dead Spike-san (2015)[14]
- XBlaze Lost: Memories (2015)[15]
- BlazBlue: Battle Cards (2015)
- BlazBlue Revolution Reburning (2016)
- BlazBlue: Cross Tag Battle (2018)
- BlazBlue Alternative: Dark War (2021)
- BlazBlue Entropy Effect (2023)[16]

## Otros medios de comunicación

### Anime
- BlazBlue: Alter Memory (2013)[17]

### Mangas
- BlazBlue: Official Comics (2009)
- BlazBlue: Chimelical Complex (2011)
- BlazBlue: Remix Heart (2012–2014)
- BlazBlue (revista Monthly Dragon Age 2013)
- BlazBlue: Variable Heart (2016-En emisión)

### Novelas
- BlazBlue: Phase 0 (2010)
- BlazBlue: Phase Shift (2011–2012)
- BlazBlue: Calamity Trigger (novela) (2013)
- BlazBlue: Continuum Shift (novela) (2013)
- BlazBlue: Bloodedge Experience (2014)
- BlazBlue: Spiral Shift (2016)

### Otros
- Un show de radio oficial llamado BuruRaji (ぶるらじ, contracción de "BlueRadio"), fue producido y difundido en Nico Nico Douga, reproduciendo travesuras de los actores de voces a través de versiones "chibi" de sus personajes, en el mismo estilo que los segmentos "Teach Me, Miss Litchi!" del juego.
- Un yonkoma oficial, BuruMan (ぶるまん, contracción de "BlueManga"), ha sido publicado algunas veces en el sitio web oficial.
- Han sido producidas dos obras de audio tituladas BuruDora (ぶるどら, contracción de "BlueDrama").
- Una novela ligera basada en el juego y escrita por Mako Komao, titulada BlazBlue: Phase 0, fue publicada por Fujimi Shobo; y está cronológicamente ubicada antes de la historia de BlazBlue: Calamity Trigger.

## Eventos y merchandise
Se han celebrado dos eventos oficiales en Japón en junio de 2009 y febrero de 2010, llamados BuruFesu 2009: Riot Summer y BuruFesu: Spring Raid, respectivamente. También se ha producido una variedad de otros productos, incluidos carteles, libros de arte, prendas de vestir y figuras. El 11 de febrero de 2017, Arc System Works anunció una colaboración con Team Ninja de Tecmo Koei para lanzar Arc System Works Costume Set, compuesto por los trajes de algunos personajes de las series BlazBlue y Guilty Gear en marzo de 2017 para Dead or Alive 5: Last Round.